# Rotunda

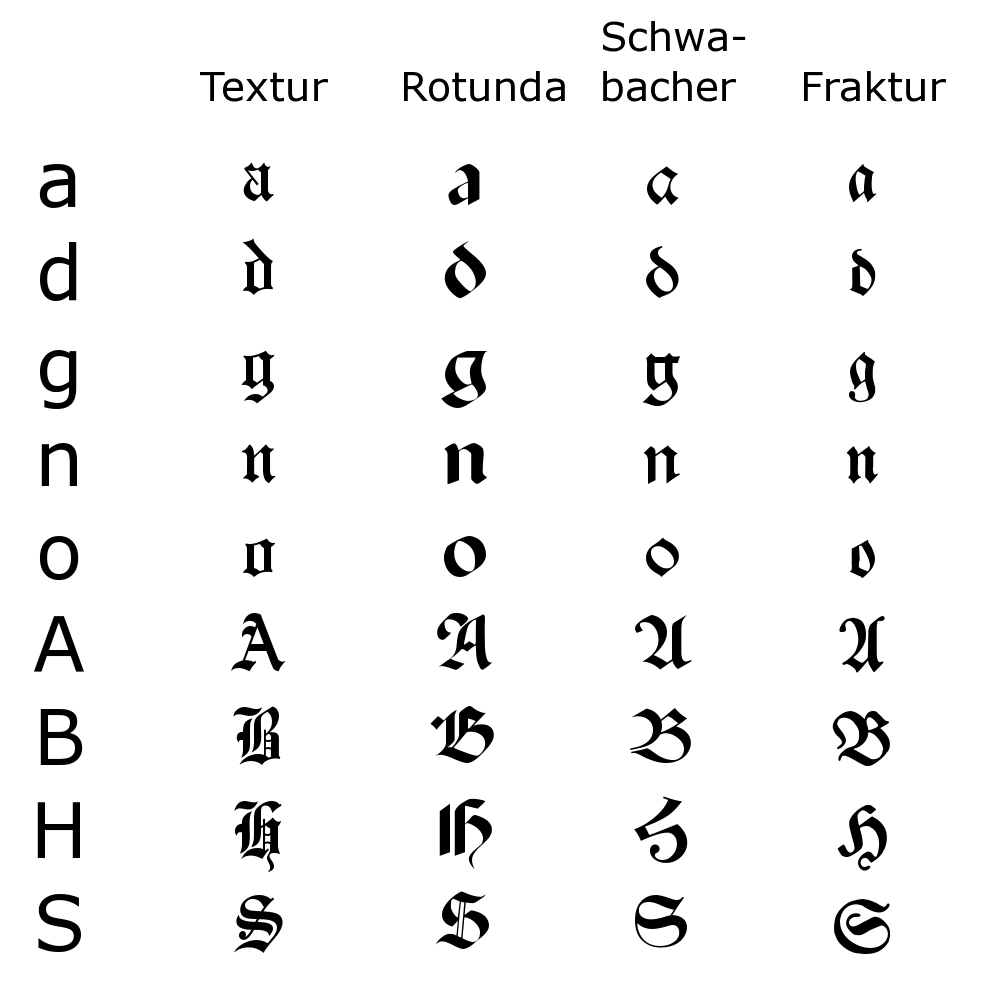
Die Rotunda im Vergleich mit anderen gebrochenen Schriften

Rotunda (lateinisch rotunda „die runde [Schrift]“), auch Rundgotisch oder (veraltet) Halbgotisch, ist die moderne Bezeichnung für eine mittelalterliche nichtkursive Buchschrift, die in Italien entstanden ist. Sie ist kalligraphisch ausgeformt und zählt zur Gruppe der gebrochenen Schriften. Im Spätmittelalter und in der Renaissance wurde sie auch im Buchdruck verwendet.

## Schriftgeschichtlicher Kontext
Im Hochmittelalter fand ein schon im 11. Jahrhundert einsetzender Prozess der „Gotisierung“ der Schrift statt, der mit der Einführung neuer Stilmerkmale und einer neuen Ästhetik das gesamte Schriftwesen umprägte. Es entstanden die „gotischen Schriften“ als Ausdruck eines gewandelten Stilempfindens, das kulturhistorisch in den Gesamtzusammenhang des Aufkommens der Gotik eingeordnet wird. Im Lauf des 12. und frühen 13. Jahrhunderts formte sich der neue Stil aus und setzte sich überall mehr oder weniger deutlich durch, allerdings regional unterschiedlich. Ein Hauptmerkmal ist die Brechung der Schäfte, daher spricht man von gebrochener Schrift. Es entstand die frühe gotische Minuskel. Sie ist durch die Streckung und gerade Aufrichtung aller Schäfte sowie die gleichartige Behandlung aller senkrecht auf der Linie stehenden Schäfte charakterisiert. Die Buchstaben f und langes s stehen auf der Zeile. Buchschriften, die diese Kennzeichen aufweisen, werden als „Textura“ oder „Textualis“ bezeichnet. Ein erst später, am Anfang des 13. Jahrhunderts, hinzutretendes Merkmal sind die Bogenverbindungen (englisch „biting“): Die einander zugekehrten Bögen zweier Buchstaben (beispielsweise o und c) werden so nahe zusammengerückt, dass die Bogenlinien sich teilweise überdecken. Wenn die Bögen in gerade Striche umgebrochen sind, haben die beiden verbundenen Buchstaben die senkrechten Teile der umgewandelten Bögen gemeinsam. So wurde ein möglichst geschlossenes Schriftbild erzeugt, das dem Geschmack der Zeit entsprach und im Spätmittelalter die nichtkursiv geschriebenen Handschriften prägte. Erst in der Renaissance wurde die Textura von der Antiqua, der von den Humanisten favorisierten nichtkursiven Buch- und Druckschrift, verdrängt.

## Die Rotunda in Handschriften

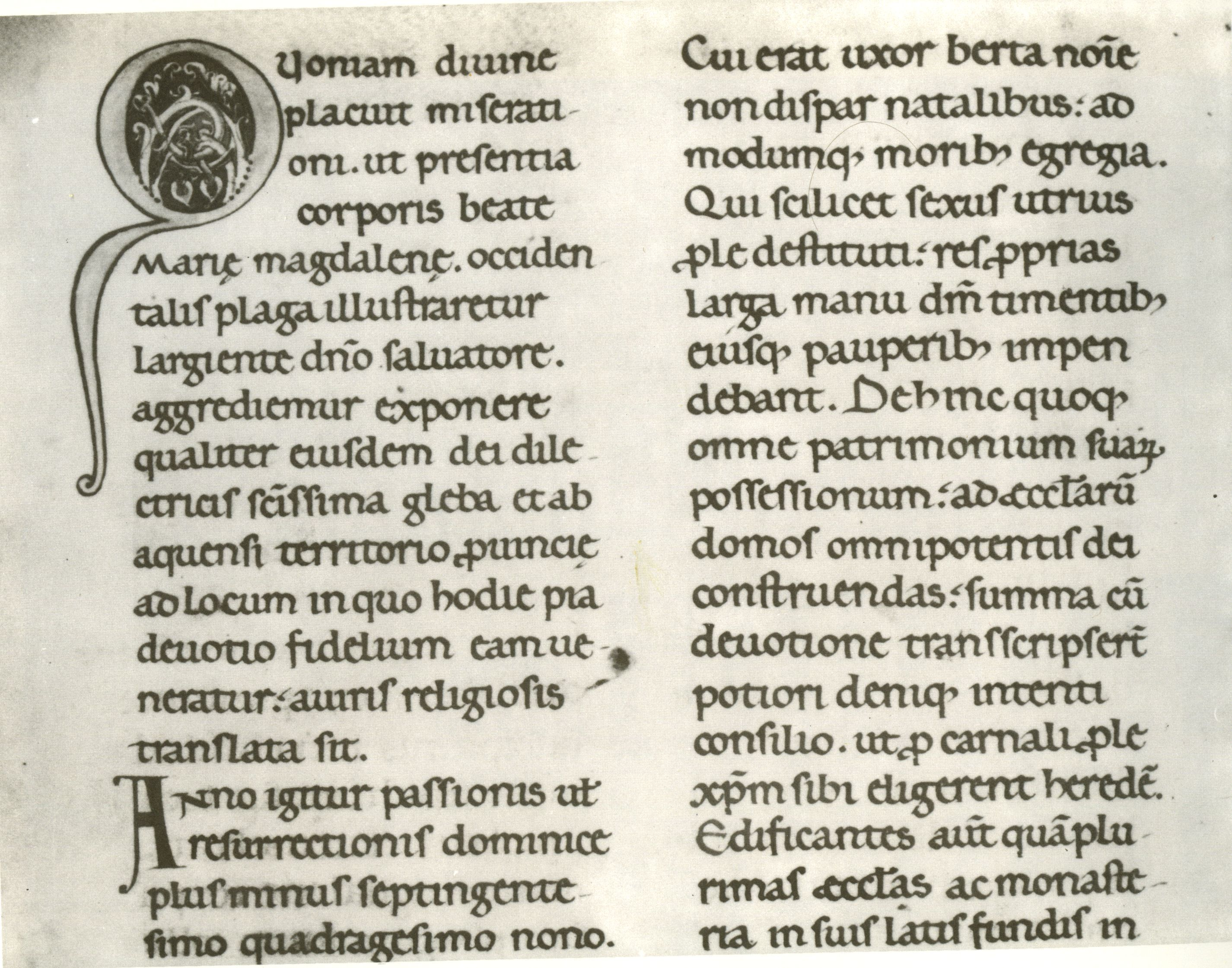
Die italienische Buchschrift, aus der die Rotunda hervorgegangen ist, in einer Passionarhandschrift von 1180. Bologna, Universitätsbibliothek, 1473, fol. 35v

Die Entwicklung zur gotischen Minuskel setzte im heutigen Belgien und in Nordfrankreich ein. Der neue Stil breitete sich nach Deutschland und England aus und erfasste im Lauf der Zeit in stärkerer oder schwächerer Ausprägung das ganze lateinische Abendland. Eine Sonderentwicklung trat jedoch in Italien und Südfrankreich ein: Dort wurden die Elemente der Gotisierung nur teilweise aufgenommen. Im späten 12. Jahrhundert begann in Italien die Herausbildung einer später auch in Südfrankreich verbreiteten Buchschrift, der Rotunda. Sie erreichte zu Beginn des 13. Jahrhunderts ihr von da an stabiles Schriftbild. In Italien erlangte sie die Bedeutung, die in Mittel- und Westeuropa die dortigen Varianten der Textura hatten; in der spätmittelalterlichen italienischen Produktion nichtkursiv geschriebener Handschriften spielte sie eine zentrale Rolle. Die Rotunda zählt zwar zu den gotischen Schriften, ist aber Ausdruck eines ästhetischen Gestaltungswillens, der sich von dem in Nord- und Osteuropa vorherrschenden deutlich unterscheidet. Manche Paläographen – unter ihnen Bernhard Bischoff – betrachten die Rotunda als Sonderform der Textura und bezeichnen sie als die italienische Textura. Andere verwenden den Ausdruck „Textura“ nur für die Gruppe der nichtkursiven Buchschriften west- und mitteleuropäischen Ursprungs und sehen die Rotunda wegen des Unterschieds im Schriftbild „geradezu in Opposition zur Textura“.

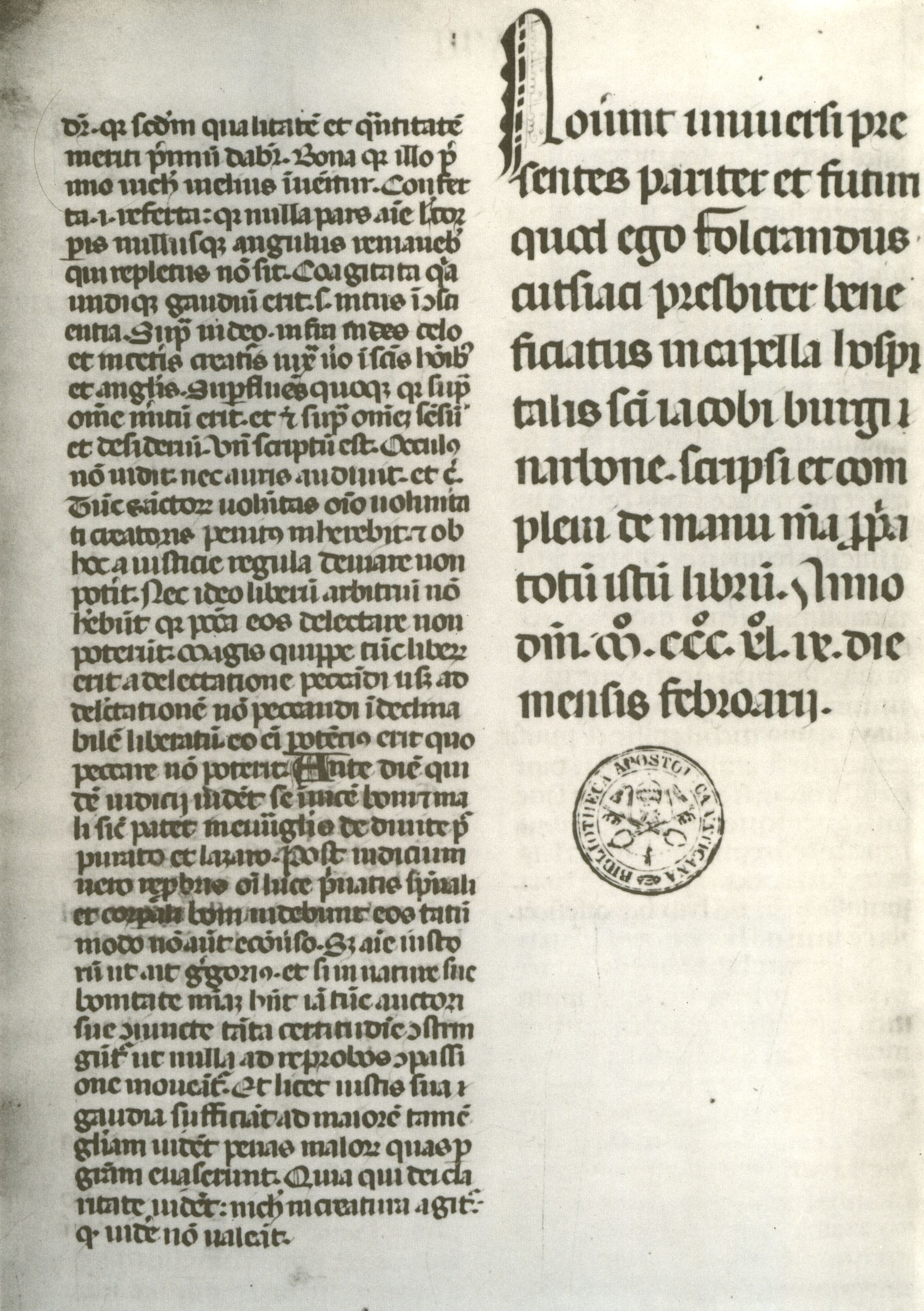
Rotunda in einer Handschrift von 1340 (Vinzenz von Beauvais, Speculum historiale). Rom, Biblioteca Apostolica Vaticana, Vat. Lat. 1966, fol. 339v

Im Gegensatz zu den schmalen Texturaschriften der nördlicheren Regionen weist die Rotunda einen relativ niedrigen, runden, breiten Charakter auf. Damit zeigt sie ein Schriftbild, das im italienischen Buchwesen schon im 12. Jahrhundert vorherrschte. Von der frühgotischen italienischen Buchminuskel des 12. Jahrhunderts unterscheidet sie sich kaum; nur die Bogenverbindungen treten als neues Element hinzu. Sie sind in der Rotunda besonders häufig und verstärken den Eindruck der Rundheit. Die gotische Brechung ist nur gemäßigt durchgeführt; beispielsweise entspricht dem sechseckigen o der nördlichen Textura ein spitzovales der Rotunda. Daher ist der Name „Rotunda“ („die Gerundete“) treffend. Die meisten Schäfte setzen breit auf der Zeile auf, nur der Schaft des i, die Schäfte des u und die letzten Schäfte von m und n sind nach rechts umgebogen. Nach o wird das r regelmäßig rund geschrieben. Auch die Unterlängen enden breit. Zum Schmuck dienende Haarstriche sind selten. Die Gestalt der Buchstaben war fixiert; die herrschende konservative Haltung ließ den Schreibern kaum Spielraum für individuelle Abweichungen, wie sie in der nördlichen Textura vorkommen.
Die „Rotunda formata“ ist innerhalb der Rotunda gewissermaßen das südliche Gegenstück zur Textualis formata, der formalisierten Textualis. Sie weist einen extrem großen Strichkontrast und einen Federwinkel von etwa 45° auf. Die Bögen, welche links unten und rechts oben liegen, sind mehr oder weniger rund, während Bögen links oben und rechts unten scharf gebrochen werden.
Im Unterschied zur nördlichen Textura verzweigte sich die Rotunda nicht in eine Reihe von Varianten mit ausgeprägten Unterschieden. In Bologna, wo viele Berufsschreiber damit beschäftigt waren, juristische Handschriften für den Bedarf der dortigen Universitätsangehörigen anzufertigen, entstand ein früher Typus von Rotunda-Handschriften, dessen Schrift lateinisch als littera Bononiensis („Bologneser Schrift“) bezeichnet wird. Die in diesem Stil geschriebenen Texte fallen durch sehr engen Zeilenabstand und besonderen Reichtum an Abkürzungen auf, Ober- und Unterlängen sind sehr kurz, doch handelt es sich – wie auch sonst bei der Rotunda – um eine klare Schrift. Sie breitete sich in Norditalien an den Universitäten aus.
Südfranzösische Schreiber folgten weitgehend dem Vorbild der italienischen. Auch in Spanien entstanden Codices, deren Schrift der italienischen Rotunda ähnlich ist, und man verwendete dort auch die Bezeichnung littera rotunda.

## Verwendung im Buchdruck

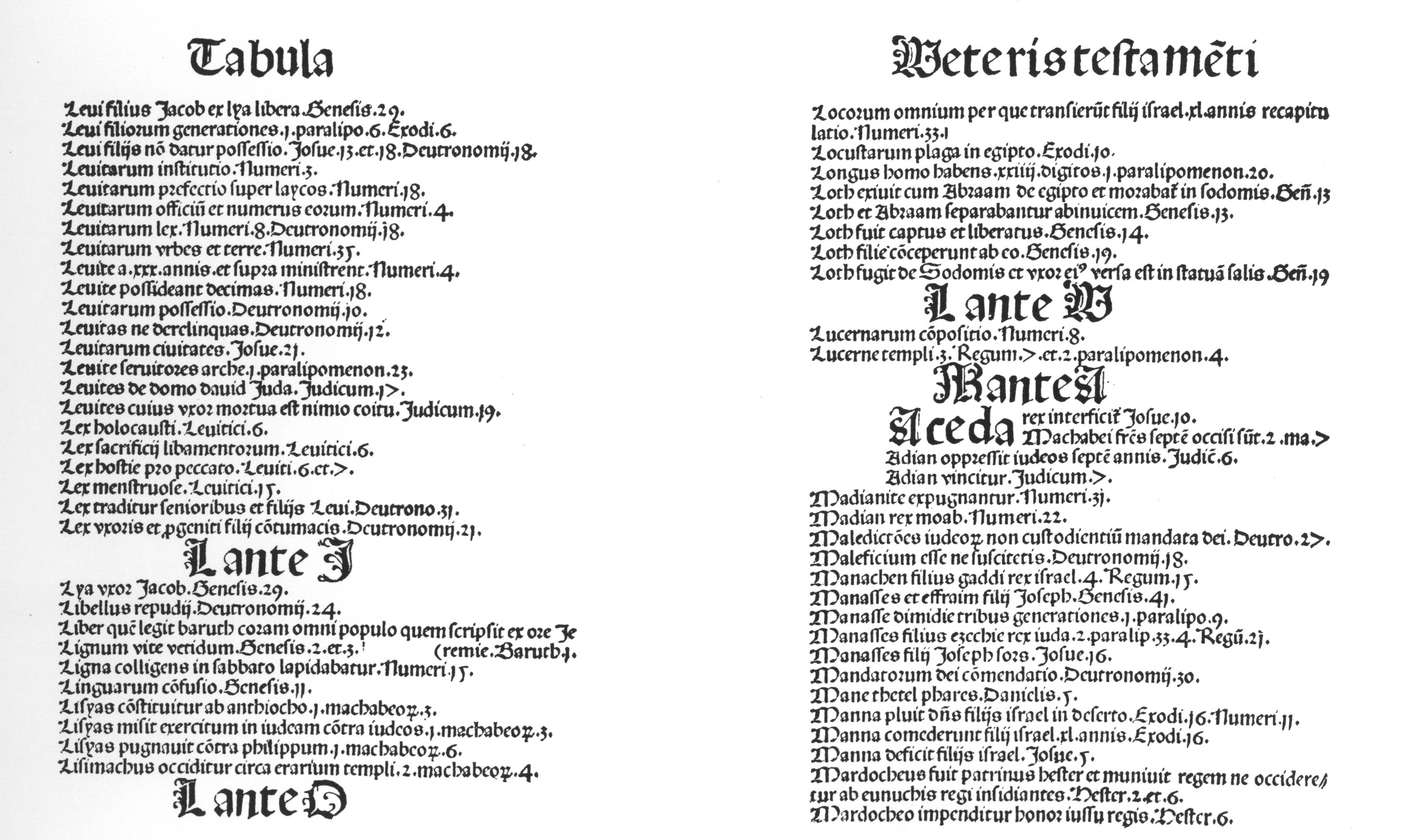
Druck-Rotunda in einer Inkunabel, die 1490 in Hagenau von Heinrich Gran gedruckt wurde: Concordantiae minores Bibliae, fol. 19v und 20r

In den Buchdruck wurde die Rotunda in den sechziger Jahren des 15. Jahrhunderts eingeführt. Ein Pionier war der in Rom tätige Drucker Ulrich Han. Bei der Verbreitung der Druck-Rotunda spielte der Drucker, Verleger und Buchhändler Nicolas Jenson eine maßgebliche Rolle. Er schuf in Venedig formvollendete Rotunda-Lettern, die in der Folgezeit oft nachgeahmt wurden und den Namen litterae Venetae („venezianische Schrift“) erhielten. Der deutsche Drucker und Verleger Johann Koelhoff der Ältere, der zeitweilig in Venedig gearbeitet hatte, brachte von dort die Rotunda nach Deutschland; der erste Druck mit seiner Rotunda-Type erschien 1471 in Köln. Im späten 15. Jahrhundert breitete sich die Druck-Rotunda in Europa weit aus; sie wurde in Spanien, Portugal, Frankreich und Deutschland heimisch und gelangte auch nach Dänemark, Polen und Böhmen. Relativ selten blieb sie in den Niederlanden und in England. Um die Jahrhundertwende und im frühen 16. Jahrhundert wurde sie von den Renaissance-Schriften verdrängt. In Spanien dominierte sie noch bis zur Mitte des 16. Jahrhunderts. Am längsten behauptete sie sich in Italien im liturgischen Buchwesen, wo traditionell eine konservative Gesinnung herrschte; dort hielt sie sich noch bis ins 17. Jahrhundert.